# 安蒂·莱佩宁
安蒂·莱佩宁（芬蘭語：Antti Leppänen，1947年11月23日—2015年8月5日），芬兰男子冰球运动员，场上位置是守门员。他曾代表芬兰国家队参加1976年冬季奥林匹克运动会冰球比赛，获得第四名。